# Fenyang
Fenyang är en stad på häradsnivå som lyder under Lüliangs stad på prefekturnivå i Shanxi-provinsen i norra Kina. Den ligger omkring 94 kilometer sydväst om provinshuvudstaden Taiyuan. 
Staden var tidigare ett härad, men ombildades som en stad 1999. Staden är belägen i Fenflodens floddal, och har namn efter floden, som emellertid rinner omkring 20 kilometer från staden.
Fenyang är den kinesiske regissören Jia Zhangkes hemort, och flera av hans filmer utspelar sig på orten. Fenyang är också känt för sin lokala variant av baijiu, kinesiskt brännvin.